# Eschentaler Bach
Der Eschentaler Bach ist ein etwa sieben Kilometer langer Bach, der sich in die Hohenloher Ebene eingräbt und in Döttingen in der Gemeinde Braunsbach im Landkreis Schwäbisch Hall im nördlichen Baden-Württemberg von links und Westen in den mittleren Kocher mündet.

## Geographie

### Quelläste
Das Quellgebiet des Eschentaler Bach liegt etwas nördlich der Bundesautobahn 6, zwischen dem Untermünkheimer Dorf Brachbach im Westen und dem Braunsbacher Weiler Rückertsbronn im Osten. Hier entstehen auf der wenig hügeligen, im Osten an den Kochertaleinschnitt grenzenden Kupferzeller Ebene der Hohenloher Ebene drei größere Quellbäche, die sommers zum Austrocknen neigen. Als Oberlauf des Eschentaler Bachs angesehen wird der am weitesten östlich am sogenannten Ebertsbrunnen etwa 500 Meter nordwestlich des Weilers Rückertsbronn entspringende längste Quellast. Er läuft anfangs nordwestlich bis westlich und nimmt kurz nacheinander erst den Erlenbach auf, der nordwärts fließt, dann den etwa nordnordöstlich ziehenden Eschentalbach (!); der topographischen Karte zufolge führt dieser von den drei Quellästen am beständigsten Wasser. Beide zufließenden Quellbäche entstehen unweit der Anschlussstelle Schwäbisch Hall der A 6. Etwas mehr als zwei Kilometer abwärts des Ebertsbrunnens sind dann alle drei Bäche vereint.

### Verlauf
Wo der zuletzt zulaufende linke Quellast zufließt, hat der Eschentaler Bach sich schon etwas in die Hochebene eingegraben und sein immer steiler werdendes Tal läuft nun lange nordwärts. Es passiert dabei zunächst den in einiger Entfernung links liegenden Kupferzeller Weiler Einweiler, danach zieht der Bach zwischen dem Dorf Eschental im nahen Westen, der ersten der zwei größeren, beide ebenfalls zu Kupferzell gehörigen Ansiedlungen im Einzugsbereich, und dem kleinen Braunsbacher Weiler Braunoldswiesen etwas weiter im Osten hindurch. Von Eschental her läuft dann seinem Waldtal etwas weiter unterhalb ein oberflächlich gewässerloses Seitental zu. Viel weiter abwärts öffnet sich die Talsohle. Danach mündet, vom Nordwesten und dem namengebenden großen Weiler Rüblingen her, der Rüblinger Bach, wonach sich der Eschentaler Bach nach Osten kehrt. Im sich nun stark weitenden Untertal zieht sich der Wald auf die halbe Hanghöhe zurück. Im Braunsbacher Dorf Döttingen mündet der Eschentaler Bach dann nach einem Lauf von 7,1 km unterhalb der Flussbrücke der L 1036 von links und Westen in den  mittleren Kocher auf dessen nordwärts laufendem Abschnitt zwischen Geislingen und Kocherstetten. Er hat ein mittleres Sohlgefälle von etwa 33 ‰.

### Einzugsgebiet
Der Eschentaler Bach entwässert ein Gebiet von 12,8 km² zum mittleren Kocher. Sein Einzugsgebiet hat ungefähr die Gestalt eines langen, von Süden nach Norden ausgerichteten und in der Mitte eingeschnürten Rechtecks mit einer Süd-Nord-Erstreckung von etwas über 6 km und quer dazu einer Breite von knapp 1,5 km bis fast 3,0 km. Von Nordost über Ost bis Süd ist der nahe und tief eingeschnittene Kocher der große Konkurrent; dessen Zuflüsse Baierbach bei Braunsbach-Weilersbach im Norden, Geißklingenbach bei Geislingen im Südosten und Heiligenbach im Südwesten, der über den Untermünkheimer Dobelbach den Kocher erreicht, sind hier teilweise vorgeschaltete Konkurrenten von einiger Bedeutung. Westlich des restlichen Wasserscheidenbogens vom Südwesten bis zum Nordwesten sammelt der Oberlauf der viel weiter abwärts dem Kocher zufließenden Kupfer das Wasser jenseits der hier weniger ausgeprägten Scheide, es wird ihr von einem halben Dutzend Bächen einer der diesen dreien vergleichbaren Größe von rechts zugeführt. Die höchsten Stellen im Einzugsgebiet liegen an der Südostecke bei Rückertsbronn, hier erreicht das Terrain zweimal eine Höhe von etwa 447 m ü. NHN.
Mehr als die Hälfte des Einzugsgebietes, vor allem im Osten, gehört zur Gemeindegemarkung von Braunsbach, unter einem Zehntel, nur im Südwesten, zu Untermünkheim, die beide im Landkreis Schwäbisch Hall liegen. Mehr als ein Drittel im Westen und Norden gehört zu der von Kupferzell, das im Hohenlohekreis liegt. Dem Eschentaler Bach folgt zwischen Brachbach und Eschental recht genau die Grenze zwischen dem Hohenlohekreis im Westen und dem Landkreis Schwäbisch Hall im Osten, danach läuft sie meist auf der linken Hangschulter des Tales bis zum abwärtigen Mündungssporn über Döttingen.

### Zuflüsse und Seen
Hierarchische Liste der Zuflüsse und  Seen jeweils von der Quelle zur Mündung. Gewässerlänge, Seefläche, Einzugsgebiet und Höhe nach den entsprechenden Layern auf der Onlinekarte der LUBW. Andere Quellen für die Angaben sind vermerkt.
Quelle des Eschentaler Bachs ist der auf über 435 m ü. NHN liegende Ebertsbrunnen, er liegt in einem kleinen Grasgeviert inmitten eines Ackers etwa 0,5  nordwestlich des Braunsbacher Weilers Rückertsbronn und fließt nach weniger als 50 Metern zunächst am Rain in einem offenen Graben nordwestlich.
- (Feldweggraben), von rechts auf etwa 427 m ü. NHN am Nordostrand eines Wäldchens unmittelbar östlich des Braunsbacher Reisachshofs, ca. 0,2 km.[LUBW 8] Entsteht auf unter 435 m ü. NHN nahe einem Feldwegabzweig. Nach diesem Zufluss läuft der Bach westnordwestlich bis westlich weiter.
- Erlenbach, von links und Süden auf unter 400 m ü. NHN kurz vor der ersten Berührung des Klingenwalds, 0,9 km und 1,3 km². Entsteht auf etwa 420 m ü. NHN nördlich der Anschlussstelle Schwäbisch Hall an der A 6 zwischen einem Wäldchen und dem Braunsbacher Weiler Herdtlingshagen in dessen Osten.
  - (Graben), von rechts auf etwa 410 m ü. NHN kurz nach einem aufgelassenen Steinbruch, ca. 0,4 km.[LUBW 8] Entsteht auf etwa 425 m ü. NHN am Nordrand von Herdtlingshagen. Ist länger als der Erlenbach-Namensoberlauf.
  - (Feldweggraben), von rechts und Osten auf etwa 407 m ü. NHN kurz danach, 0,4 km.[LUBW 8] Entsteht auf etwa 427 m ü. NHN an der Straße von Herdtlingshagen zum Reisachhof.
- Eschentalbach (!), von links und Südsüdwesten auf 386,4 m ü. NHN[LUBW 2] bei dem ersten der folgenden Teiche, 1,2 km und 1,3 km².[LUBW 7] Entsteht auf über 405 m ü. NHN südwestlich des Weilers Leipoldsweiler von Untermünkheim an der K 2558. Ist nach Kartenzeichnung der einzige abschnittsweise beständige aller bis hier genannten Oberläufe, einschließlich des Namens-Oberlaufes. Ab diesem Zulauf fließt der Eschentaler Bach in seiner immer steileren Talmulde etwa nördlich.
  - (Unbeständiger Feldweggraben), von rechts und Osten auf etwa 402 m ü. NHN, ca. 0,2 km.[LUBW 8] Entsteht auf etwa 413 m ü. NHN am Westrand von Leipoldsweiler.
- Speist an der Zumündung des Eschentalbachs drei Fischteiche, zusammen 0,2 ha.[LUBW 6]
- (Seitenklingenzufluss), von rechts und Osten auf 368,6 m ü. NHN[LUBW 2], ca. 0,6 km[LUBW 8] und ca. 0,6 km².[LUBW 9] Entsteht auf etwa 405 m ü. NHN am oberen Rand des Seitenklingenwaldes, durch den die K 2364/K 2560 vom Kupferzeller Dorf Eschental kommend zum Braunsbacher Dorf Arnsdorf nach Osten hin die Klinge des Eschentaler Baches verlässt.
- (Steiltalzulauf), an der Oberfläche gewässerlos, von links und Südwesten auf unter 340 m ü. NHN zu Füßen der Ruine Günzburg, ca. 0,9 km[LUBW 8] in der Muldenlinie. Beginnt an der flachen Wasserscheide zum rechten Kupfer-Zufluss Aspenbach am Westrand von Eschental.
- (Unbeständiges Hanggerinne), von rechts und Osten auf etwa 320 m ü. NHN ungefähr, wo die Kreisgrenze das Waldtal quert, ca. 0,9 km.[LUBW 8] Entsteht auf über 430 m ü. NHN auf der Kuppe in den Willensäckern nördlich des Braunsbacher Weilers Rückertshausen. Lange Feldweggraben, läuft dem Eschentaler Bach ohne ausgebildete Nebenklinge zu.
- (Hangzufluss), von rechts auf etwa 310 m ü. NHN etwas vor dem Waldaustritt des Eschentaler Bachs, 0,2 km.[LUBW 8]
- Goggenbach, von links und Westsüdwesten auf über 290 m ü. NHN gegenüber dem schon offenen unteren Hang der Wannenschnäue, 0,5 km[LUBW 3] und ca. 0,9 km².[LUBW 9] Entsteht auf etwa 370 m ü. NHN schon im Wald. (Ein anderer Goggenbach läuft jenseits des westlichen Wasserscheide von rechts zur Kupfer.)
- Rüblinger Bach, von links und Nordwesten auf 279,8 m ü. NHN[LUBW 10], 2,5 km und 2,9 km².[LUBW 7] Entsteht auf knapp 279,8 m ü. NHN beim Wasserbehälter am Nordwestrand des Kupferzeller Weilers Rüblingen.
An diesem Zufluss wendet sich der Eschentaler Bach nach Osten.
  - Rößegraben, von links und Nordosten auf etwa 348 m ü. NHN am Mittellauf schon in der Waldklinge südlich von Rüblingen, 1,1 km und ca. 0,6 km².[LUBW 9] Entsteht auf etwa 400 m ü. NHN östlich von Rüblingen im Rößegrund.
  - Bachensteiner Bach, von rechts und Westen auf knapp 306,1 m ü. NHN[LUBW 10] vor dem Mündungssporn, auf dem die Ruine Bachenstein liegt, 0,6 km und ca. 0,6 km².[LUBW 9] Entspringt auf etwa 355 m ü. NHN tief in seiner Waldklinge.
- Auf etwa 272 m ü. NHN liegt ein Teich links am Ufer nach dem Bachknie, unter 0,1 ha.[LUBW 6]

Mündung des Eschentaler Baches von links und Westen auf etwa 235 m ü. NHN – der Kocher hat etwas oberhalb der Mündung 235,7 m ü. NHN und weiter unterhalb  233,4 m ü. NHN – im Braunsbacher Talort Döttingen von links und Westen in den Kocher. Der Eschentaler Bach ist 7,1 km lang und hat ein 12,8 km² großes Einzugsgebiet.

## Geologie und Naturräume
Die Quellbäche des Eschentaler Baches entstehen in der Lettenkeuper-Auflage (Erfurt-Formation des Unterkeupers)  der Hohenloher Ebene. Bei den ersten Muldenbildungen und also noch vor dem Zufluss des Eschentalbachs erreichen sie den Oberen Muschelkalk, in den das Tal sich steil und eng eintieft. Etwa wo der Talgrund sich lichtet und der Goggenbach zufließt, tritt der Bach in den Mittleren Muschelkalk ein, im ostwärts laufenden und sich stark weitenden Untertal dann in den Unteren Muschelkalk. Er mündet schließlich im schmalen Hochwassersedimentband beidseits des Kochers.
Im Bereich der Hochebene liegen an dessen Süd- und Westrand als höchste Schicht auch noch zusätzlich Anteile von quartär abgelagerten Lösssediment-Inseln auf dem Lettenkeuper im Einzugsgebiet. Weil der Eschentaler Bach sich bis in die tieferen Schichten des Muschelkalkes eingräbt, der verkarstet ist, könnte der Eschentaler Bach auch noch Zufluss aus versteckten Quellen erfahren.
Naturräumlich liegt der deutlich überwiegende Teil des Einzugsgebietes im Unterraum Kupferzeller Ebene und Kocheneck der Hohenloher und Haller Ebene; im Bereich der Mündungsbucht seines ostwärts laufenden Untertals  wechselt er in den Nachbarraum Mittleres Kocher- und Unteres Bühlertal, der zu den Kocher-Jagst-Ebenen gerechnet wird.

## Flora & Fauna
Der Eschentaler Bach führt saisonal relativ wenig Wasser, so dass es keine dauerhaften Fischbestände gibt. In seinen Kolken leben viele Salamanderlarven und andere Lurche, Bachflohkrebse, Stein- und Eintagsfliegen. Im tief eingeschnittenen oberen und mittleren Tal steht Buntlaubholz. Am Bach selbst gibt es daher nur eine spärliche Vegetation von Moosen und Algen.
Im durch den Taleinschnitt aufgeschlossenen Muschelkalk finden sich immer wieder Fossilien.

## Verkehr
Am Südrand des Einzugsgebietes entlang zieht die A 6. Durchs Quellgebiet des Eschentaler Baches läuft die K 2558. Zwischen Eschental und Arnsdorf im Osten überquert die K 2364, fortgesetzt als K 2560, den Bach in seinem oberen Kerbtal, ebenso etwas abwärts das alte Totensteigle, heute nur ein unbefestigter Weg im Klingenwald. Danach tritt wegen der steilen Talhänge als nächster Verkehrsweg erst wieder die L 1036 aus Kupferzell ins Tal, die über eine lange Talsteige in der Seitenklinge des Rüblinger Baches den linken Hang des ostwärts ziehenden Untertals erreicht und langsam an diesem herab nach Döttingen führt.

## Geschichte
Auf dem aufwärtigen Mündungssporn des von Eschental her zulaufenden Trockentals liegen die Reste der Ruine Günzburg, auf dem eines rechten Zulaufs des unteren Rüblinger Baches die der Ruine Bachenstein.

### LUBW
Amtliche Online-Gewässerkarte mit passendem Ausschnitt und den hier benutzten Layern: Lauf und Einzugsgebiet des Eschentaler Bachs

Allgemeiner Einstieg ohne Voreinstellungen und Layer: Daten- und Kartendienst der Landesanstalt für Umwelt Baden-Württemberg (LUBW) (Hinweise)
1. 1 2  Höhe nach dem Höhenlinienbild auf dem Hintergrundlayer Topographische Karte.
2. 1 2 3 4  Höhe nach schwarzer Beschriftung auf dem Hintergrundlayer Topographische Karte.
3. 1 2 3  Länge nach dem Layer Gewässernetz (AWGN).
4. 1 2  Einzugsgebiet aufsummiert aus den Teileinzugsgebieten nach dem Layer Basiseinzugsgebiet (AWGN).
5. ↑  Auf dem Hintergrundlayer Topographische Karte des Online-Kartenservers der LUBW ist jedenfalls nur der Lauf des Eschentalbachs blau durchgezogen. Vielleicht geht die dem Hauptnamen des Baches so frappant ähnliche Bezeichnung darauf zurück, dass man diesen vorgeblich oder wirklich beständigsten Quellast früher einmal als den Hauptast ansah.
6. 1 2 3  Seefläche nach dem Layer Stehende Gewässer.
7. 1 2 3  Einzugsgebiet nach dem Layer Basiseinzugsgebiet (AWGN).
8. 1 2 3 4 5 6 7 8  Länge abgemessen auf dem Hintergrundlayer Topographische Karte.
9. 1 2 3 4  Einzugsgebiet abgemessen auf dem Hintergrundlayer Topographische Karte.
10. 1 2  Höhe nach grauer Beschriftung auf dem Hintergrundlayer Topographische Karte.

### Andere Belege
1. ↑  Modellierte Werte nach Abfluss-BW Gewässerknoten MQ/MNQ
2. ↑  Geologie nach: Mapserver des Landesamtes für Geologie, Rohstoffe und Bergbau (LGRB) (Hinweise)
3. ↑  Wolf-Dieter Sick: Geographische Landesaufnahme: Die naturräumlichen Einheiten auf Blatt 162 Rothenburg o. d. Tauber. Bundesanstalt für Landeskunde, Bad Godesberg 1962. → Online-Karte (PDF; 4,7 MB)